# Vendsyssel-Thy
Vendsyssel-Thy é uma ilha da Dinamarca, a parte mais setentrional do país. Está situada a norte da península da Jutlândia. Geograficamente, é a segunda maior ilha da Dinamarca, logo depois da Zelândia (excluindo a Gronelândia). Está separada da Jutlândia pelo fiorde de Lim, mas a separação não foi total até uma inundação ocorrida em 1825. A ilha alberga os distritos de Vendsyssel, Hanherred e Thy. Tradicionalmente, é vista mais como uma parte da Jutlândia do que como uma ilha em si mesma, mas está totalmente separada da Jutlândia.

## História
A ilha foi criada em 3 de fevereiro de 1825, quando o Mar do Norte alagou o delgado istmo de Agger Tange pelo sudoeste, cortando a área da actual ilha à Jutlândia e criando e estreito de Agger.

## Geografia
A ilha consiste em três paisagens tradicionais:
- Vendsyssel, a parte maior, a leste e norte,
- Thy, a parte menor no oeste,
- Hanherrederne ou Hanherred, o istmo central que conecta Vendsyssel e Thy.

Desde 1 de janeiro de 2007, com a reforma municipal dinamarquesa, estas áreas, juntamente com Himmerland e as ilhas de Mors e Læsø, constituem a região Nordjylland, sendo a menor das 5 regiões do país em população.

### Características da ilha
- Área: 4.685 km²
- População: 289.517 habitantes (2007)
- Maiores cidades:

Vendsyssel: Hjørring, Frederikshavn, Skagen, Brønderslev, Sæby, Hirtshals, Løkken, Nørresundby (parte norte de Aalborg)
Hanherred: Fjerritslev, Brovst
Thy: Thisted, Hanstholm, Hurup